# Dolichopus abbreviatus
Dolichopus abbreviatus är en tvåvingeart som beskrevs av Van Duzee 1921. Dolichopus abbreviatus ingår i släktet Dolichopus och familjen styltflugor. Inga underarter finns listade i Catalogue of Life.